# Brian na Múrtha Ó Ruairc
Brian na Múrtha mac Briain Bhallaigh ua Ruairc (en anglais : Sir Brian O'Rourke) (vers 1540- 3 novembre 1591), est d'abord roi puis seigneur de Breifne-Ouest, en Irlande de 1566 jusqu'à son exécution en 1591.
Il règne durant les dernières étapes de la reconquête de l'Irlande par les Tudors, et son règne est marqué par des invasions anglaises sur ses terres. En 1567, il est anobli par les Anglais et ensuite proclamé rebelle et contraint à fuir son royaume en 1590. Il se rend en Écosse au début de 1591 pour solliciter l'assistance du roi Jacques VI, mais il devient le premier homme extradé en Angleterre sur des allégations de crimes commis en Irlande, et il est condamné à mort à Londres en novembre 1591.

## Biographie

### Jeunesse
Brian na Mútha O'Rourke est membre de l'une des plus grandes dynasties d'Irlande gaélique, il est le 6e des fils de Brian Ballach seigneur de Breifne (1536-1559) et (1560-1562) et le successeur de son frère Aodh Buidhe (1564-1566). Il est considéré comme un seigneur gaélique exceptionnellement érudit et un bel homme. Il assume la direction de la dynastie au milieu des années 1560, après avoir assassiné ses frères aînés, mais son territoire situé à l'ouest de Bréifne, à la frontière de l'Ulster, passe bientôt sous l'administration de la nouvelle présidence du Connacht. Son territoire est centré sur les rives du Lough Gill, et dans la région de Dromahair. On peut voir aujourd'hui les fondations d'une maison-tour O'Rourke au Parke's Castle, près de Dromahair.
Bien que les Anglais font de O'Rourke un chevalier, ils sont finalement déstabilisés par lui. Le député britannique Lord Henry Sidney le décrit en 1575 comme l'homme le plus fier avec lequel il a eu affaire en Irlande. De même, le président de Connacht, Sir Nicholas Malby, le décrit selon ces mots : « the proudest man this day living on the earth ». Une décennie plus tard, Sir Edward Waterhouse l'envisageait de cette manière : « being somewhat learned but of an insolent and proud nature and no further obedient than is constrained by her Majesty's forces », comme étant un peu érudit, mais d'une nature insolente et fière et n'obéissant que contraint par les forces de Sa Majesté [réf. nécessaire].

### Connacht

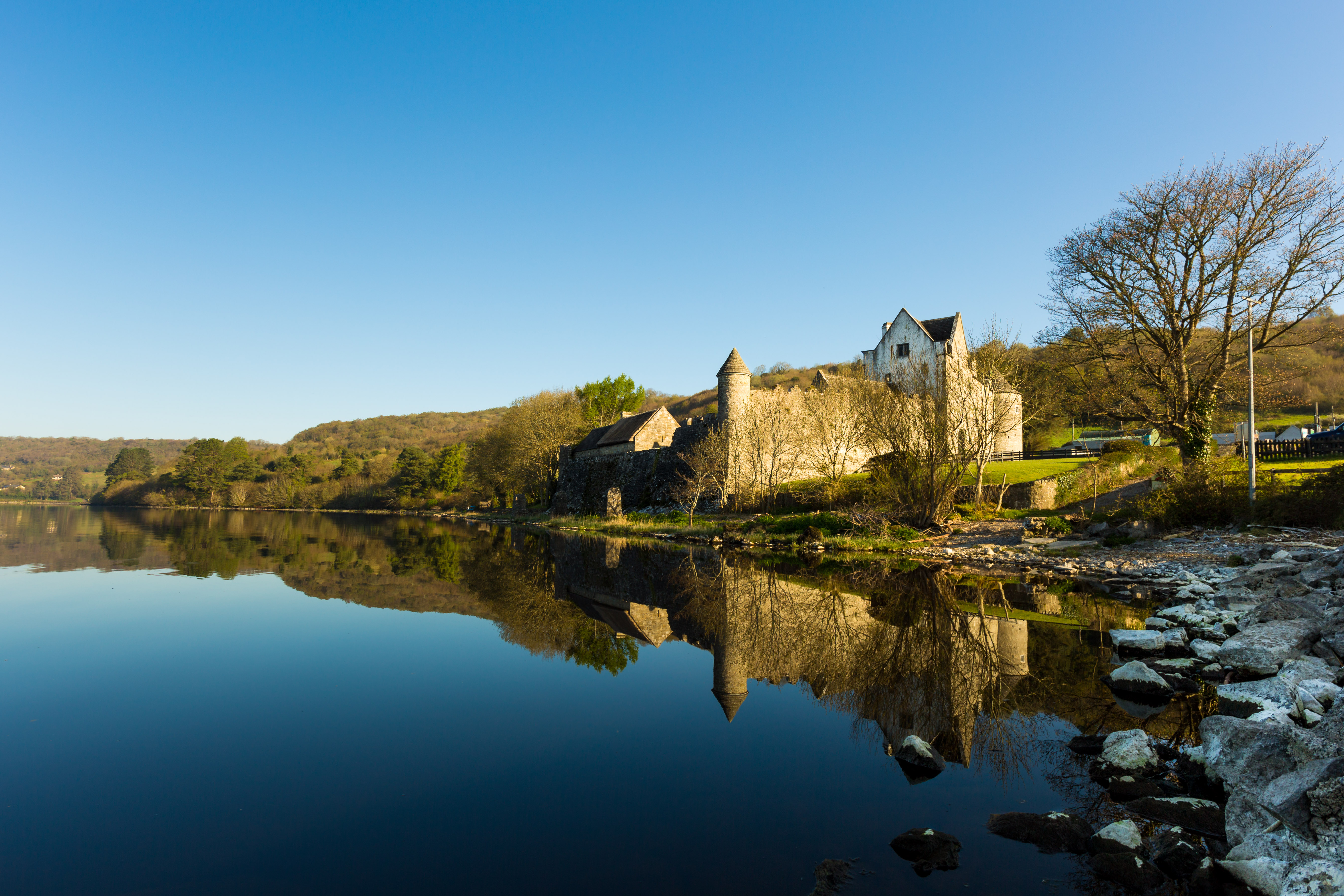
Château O'Rourke à Lough Gill.

O'Rourke est disposé à traiter avec le gouvernement et, dans un accord conclu avec Malby en 1577, il reconnait la souveraineté de la couronne irlandaise à Élisabeth Ire. Mais son allégeance est mise en doute deux ans plus tard, lors de la seconde rébellion de Desmond à Munster, lorsqu'il s’élève au mépris de la présidence de Connacht. On soupçonne que ses actions découlent d'une implication dans la vieille famille anglaise des Dillons à Meath, contiguë, qui vise à étendre son influence et ses possessions dans les Midlands du Nord, plutôt que par une simple collusion avec la cause rebelle Geraldine.
Sir Richard Bingham prend la présidence du Connacht en 1584, lorsque Sir John Perrot est nommé lord deputy d'Irlande. O'Rourke immédiatement se plaint du harcèlement du nouveau président au printemps et à l'été de cette année-là. En septembre, Bingham reçoit l'ordre de son supérieur, au château de Dublin, de temporiser et de s'abstenir de faire des expéditions à Bréifne. Bien que faisant partie de la province du Connacht, le territoire n'est pas soumis à un shérif de la couronne et O'Rourke est heureux de préserver sa liberté d'action. Il entretient des relations avec le gouvernement de Dublin en assistant à l'ouverture du parlement en 1585, où il attire les regards, vêtu de noir, en compagnie de sa femme d'une beauté saisissante.
En prévision de la composition de Connacht, aux termes de laquelle les seigneurs de cette province doivent passer un accord avec le gouvernement, afin de régulariser leur statut, O'Rourke abandonne sa seigneurie en 1585. Il doit donc recevoir une restitution de ses terres par service de chevalier, en échange d'un chief horse et d'un jeton en or gravé à présenter au seigneur suppléant chaque année au milieu de l'été. Cela semblait un compromis équilibré, mais O'Rourke refuse d’accepter les lettres patentes et ne considère jamais ses conditions comme contraignantes.
En mai 1586, la tension avec le président monte et O'Rourke porte des accusations contre lui, devant le conseil de Dublin, qui les juge vexatoire. Bingham pense que Perrot est à l'origine de cette atteinte à son autorité, mais il ne peut rien faire avant son rappel en Angleterre pour servir aux Pays-Bas en 1587. Au départ du président (son retour dans un an), Perrot réduit les cotisations annuelles de O'Rourke et, tout en lui permettant de percevoir certaines exactions illégales, le nomme shérif du Lord of West Bréifne de Leitrim pour une période de deux ans.

### Rébellion
O'Rourke reste mécontent de l'ingérence anglaise sur ses territoires et se contente également d'être décrit comme un grand seigneur catholique. Après le départ de Perrot, il aide au moins quatre-vingts survivants de l'Armada espagnole - compris Francisco de Cuellar - à quitter le pays, hiver 1588, et est considéré comme familier des réceptions futures des forces espagnoles. Bien que non rebelle proclamé, il oppose une résistance forte à la présidence - toujours sous le commandement de Bingham - et n'est pas réprimé.
Les réclamations d'O'Rourke contre le gouvernement augmentent avec les violences aux frontières de l'ouest de Breifne. Lors des pourparlers de paix de 1589, il accepte les termes d'un hommage à la couronne approuvé par son grand-père, mais résiste aux conditions de composition de 1585, et refuse d'autoriser la formation d'une administration de la couronne dans le nouveau comté de Leitrim. Au lieu de cela, il demande à être nommé sénéchal sous l'autorité directe du gouvernement de Dublin, le laissant indépendant de Bingham. Il cherche également  à obtenir la possession de ses terres en toute sécurité, un sauf-conduit à vie et une garantie de ne pas être harcelé par les forces du président pour tout commerçant pénétrant sur son territoire. En retour, le seul gage qu'il est prêt à donner est sa parole. Un membre du conseil de Dublin, Robert Dillon, de la famille Meath, lui conseille de rester à l'extérieur du lieu de réunion, laissant entendre qu'O'Rourke serait arrêté s'il était admis et soumis à l'autorité de la Couronne. O'Rourke décline l'offre du gouvernement.

### Fuite et extradition

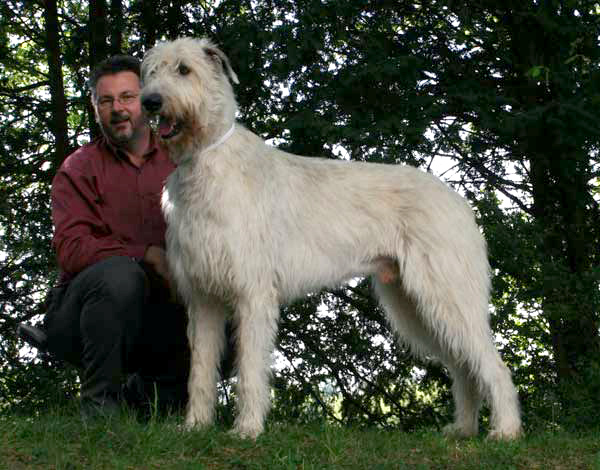
O'Rourke amène quatre irish Wolfhounds en guise de cadeau au monarque écossais.

Sous le gouvernement de sir William Fitzwilliam, successeur de Perrot en tant que lord député, la pression s'accentue sur les territoires limitrophes de la province d'Ulster. Ainsi, au printemps 1590, les forces de Bingham occupent l'ouest de Breifne et O'Rourke s'enfuit; plus tard cette année-là, le territoire voisin de Monaghan est saisi par la Couronne après l'exécution légale du seigneur résident Hugh Roe MacMahon .
O'Rourke arrive en Écosse en février 1591 avec « six fair Irish hobbies and four great dogs to be presented to the king », six faucons et quatre grands chiens à présenter au roi. Il cherche non seulement l'asile, mais aussi la possibilité de recruter des mercenaires pour contester l'occupation de ses territoires. En consultation avec l'ambassadeur d'Angleterre, le roi Jacques VI lui refuse audience et la reine Élisabeth (invoquant le traité de Berwick de 1586) demande avec insistance que O'Rourke soit livré à sa garde.
La question est soumise au conseil privé écossais, qui facilement ordonne - malgré certaines objections - l'arrestation et la remise aux forces de la couronne anglaise du lord irlandais rebelle. Les conseillers d'Élisabeth explicitement annoncent la possibilité d'une grâce pour O'Rourke, et certains conseillers écossais acceptent l'extradition, dans l'attente que sa vie soit épargnée. Attente déçue, une expérience que le roi lui-même vit dans les années qui suivent, lorsque les demandes d'extradition de bethwellites sont refusées par les Anglais.
O'Rourke est arrêté à Glasgow, où les citadins demandent que sa livraison soit suspendue, craignant pour leur commerce irlandais. La dénégation de leur demande provoque un tollé, et les officiers du roi sont maudits comme chevaliers d'Élisabeth, avec l'allégation que le roi écossais a été acheté par les Anglais (une référence à la pension que le roi reçoit d'Angleterre). Plusieurs des créanciers d'O'Rourke craignent que ses dettes restent impayées, mais l'ambassadeur d'Angleterre apporte plus tard une contribution de 47 £. O'Rourke est emmené de Glasgow l'après-midi du 3 avril 1591 au milieu d'une émeute. Deux navires sur la côte ouest sont pillés et, après que des irlandais aient tué des membres de leur équipage en signe de protestation contre le traitement infligé à O'Rourke, des gardes ont dû embarquer sur tous les navires qui se dirigeaient vers l'Irlande.

### Procès et exécution

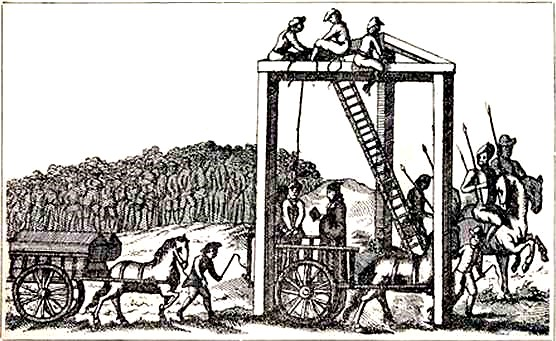
O'Rourke est reconnu coupable de "trahison" et condamné à mort à Tyburn.

O'Rourke est transféré à la tour de Londres, où il est maintenu en garde à vue pour le début du procès. Bien que les procès pour trahison à l’époque Tudor aient davantage à voir avec le théâtre politique que l’administration de la justice, l’affaire n’est pas acquise pour autant d'avance: la question de savoir si O'Rourke peut être jugé en Angleterre pour la trahison commise en Irlande est sérieuse. Les juges émettent un avis préliminaire mixte, selon lequel le procès pourrait avoir lieu en vertu d'une loi sur la trahison promulguée sous le roi Henri VIII.
Pendant ce temps, des articles sont rédigés à Dublin contre O'Rourke avec l'aide réticente de Bingham (curieusement, il se plaint dans son témoignage d'avoir été victime d'intimidations) et un jury également dépose un acte d'accusation à Sligo. Ces affaires sont transférées en Angleterre, où le grand jury de Middlesex trouve des preuves de diverses infractions de trahison, dont la plus importante concerne l'assistance apportée aux survivants de l'Armada, la tentative de rassemblement de mercenaires en Écosse et divers raids armés effectués par O' Rourke dans Sligo et Roscommon. Il y a une autre accusation liée à un incident étrange de 1589, lorsqu'une représentation de la reine (une sculpture sur bois ou une peinture) aurait été attachée à la queue d'un cheval sous le commandement de O'Rourke et aurait été traînée la boue. Ce qui est qualifié de trahison de l'image, mais il est suggéré qu'il s'agissait simplement d'un rituel du nouvel an, délibérément mal interprété au profit du processus de mise en accusation.
O'Rourke est traduit devant les tribunaux le 28 octobre 1591 et l'acte d'accusation est traduit pour lui en irlandais par un locuteur natif. Un observateur déclara qu'il refusa de plaider, mais le dossier indique qu'un plaidoyer de non-culpabilité fut enregistré (probablement sur l'ordre du tribunal). On demanda à l'accusé comment il souhaitait être jugé et il répondit qu'il se soumettait à un procès devant jury si on lui donnait une semaine pour examiner la preuve, il fut ensuite autorisé à faire appel à un bon avocat et uniquement si la reine elle-même statuait. Le juge refusa ces demandes et expliqua que le jury le jugerait quand même. O'Rourke répondit : « If they thought good, let it be so », qu'il en soit ainsi. Le procès se déroule et O'Rourke fut reconnu coupable et condamné à mort.
Le 3 novembre 1591, O'Rourke fut conduit à Tyburn. Sur l'échafaud, Miler Magrath, archevêque de Cashel, chercha la repentance des péchés du condamné. En réponse, il fut moqué par O'Rourke, avec des quolibets sur sa foi et croyance incertaine et il le rejeta comme un homme à la vie dépravée qui avait brisé son vœu en abjurant la règle des Franciscains. O'Rourke fut ensuite exécuté Hanged, drawn and quartered, pendu, traîné sur une claie et équarri.
Dans son essai sur les douanes, Francis Bacon fait référence à un rebelle irlandais pendu à Londres, qui demande que la peine soit exécutée, non pas avec une corde de pendaison (en corde), mais avec un saule blanc - un instrument commun aux Irlandais : il est probable que O'Rourke était le rebelle auquel il fit référence.

### Famille
O'Rourke épousa Lady Burke (une fille du second comte de Clanricarde), puis Elenora, fille de Gerald FitzGerald, 15e comte de Desmond. Parmi ses enfants se trouvent trois fils :  Eóghan (mort en 1589), Brian Óg (son taniste) et Tadhg, qui lui succédèrent. Le premier joua un rôle déterminant dans la victoire irlandaise à la Bataille du col de Curlew pendant la guerre de neuf ans. La seigneurie d'O'Rourke fut confisquée et donnée plus tard à Teigue sous le règne suivant, mais en principe, Leitrim fit toujours partie de la composition de Connaught - à l'insistance de Bingham - et ne subit pas une colonisation aussi radicale que Monaghan.

## Héritage

Le blason du clan O'Rourke orne encore les armoiries du comté de Leitrim à ce jour.

L'expérience d'O'Rourke en tant que seigneur irlandais rebelle n'est pas remarquable en soi. Ce qui est remarquable, c’est la combinaison utilisée dans sa chute: premièrement, la campagne menée sous Fitzwilliam pour faire pression sur les frontières de l’Ulster; et ensuite la coopération du roi écossais avec les Anglais, qui aboutit à la première extradition en Grande-Bretagne et à un procès pour trahison commis « beyond the seas » , au-delà des mers. Les preuves de sa trahison ont été utilisées lors du procès de Perrot plus tard dans l'année, ce qui a également abouti à une condamnation; et la poursuite d'une politique d'agression contre les seigneurs d'Ulster entraîna le déclenchement de la guerre de neuf ans. Sur la fin, O'Rourke était devenu la proie de forces qui s'employaient à établir un nouveau système politique en Grande-Bretagne, dont James VI devint le premier monarque, un peu plus d'une décennie plus tard.
Son éloge, enregistré dans les Annales des quatre maîtres, se lit comme suit : « The death of this Brian was one of the mournful stories of the Irish, for there had not been for a long time any one of his tribe who excelled him in bounty, in hospitality, in giving rewards for panegyrical poems, in sumptuousness, in numerous troops, in comeliness, in firmness, in maintaining the field of battle to defend his patrimony against foreign adventurers, for all which he was celebrated, until his death on this occasion ». Il reste une figure influente dans la lutte des seigneurs irlandais contre l'expansionnisme anglais au XVIe siècle et il fut l'un des précurseurs de la génération de nobles irlandais qui combattraient les Anglais lors de la guerre de neuf ans, prémisse à la fin de l'Irlande gaélique.